# Воржехоть
Воржехоть — река в России, протекает по Угличскому району Ярославской области. Устье реки находится в 27 км по правому берегу реки Улейма от её устья. Длина реки составляет 33 км, площадь водосборного бассейна — 162 км². Крупнейшие притоки: Чернавка (по правому берегу), Каменка (в 18 км от устья по правому берегу), Чечора (по левому берегу).
Сельские населённые пункты у реки: Астафьево, Полуборка, Угловка, Быльцыно, Манушкино, Дивная Гора, Петряевка, Баушовка, Мелентьево, Киндяково, Селино, Криушино, Пудово; устье находится напротив деревни Грибаново.

## Данные водного реестра
По данным государственного водного реестра России относится к Верхневолжскому бассейновому округу, водохозяйственный участок реки — Волга от Угличского гидроузла до начала Рыбинского водохранилища, речной подбассейн реки — бассейны притоков (Верхней) Волги до Рыбинского водохранилища. Речной бассейн реки — (Верхняя) Волга до Куйбышевского водохранилища (без бассейна Оки).
Код объекта в государственном водном реестре — 08010100912110000004635.